# Mark Naftalin
Mark Naftalin, född 1944 i Minneapolis, är en amerikansk bluesmusiker, kompositör och producent, som bland annat spelade keyboards i Paul Butterfield Blues Band från 1965 till 1968 och i Quicksilver Messenger Service. Han har också spelat med framstående bluesartister som John Lee Hooker, Otis Rush, Percy Mayfield och ett flertal andra.